# Campestre-et-Luc
Campestre-et-Luc is een gemeente in het Franse departement Gard (regio Occitanie) en telt 116 inwoners (2009). De plaats maakt deel uit van het arrondissement Le Vigan.

## Geografie
De oppervlakte van Campestre-et-Luc bedraagt 40,0 km², de bevolkingsdichtheid is dus 2,9 inwoners per km².
De onderstaande kaart toont de ligging van Campestre-et-Luc met de belangrijkste infrastructuur en aangrenzende gemeenten.

## Demografie
Onderstaande figuur toont het verloop van het inwonertal (bron: INSEE-tellingen).